# Pseudiphra elegans
Pseudiphra elegans är en skalbaggsart som först beskrevs av Jean François Villiers och Chûjô 1970.  Pseudiphra elegans ingår i släktet Pseudiphra och familjen långhorningar. Inga underarter finns listade i Catalogue of Life.